# ML (linguagem de programação)
ML é uma linguagem de programação funcional de proposta geral desenvolvida por Robin Milner e outros no final dos anos 1970 na Universidade de Edimburgo, cuja sintaxe foi inspirada pelo ISWIM. É considerada uma linguagem funcional impura, por permitir a programação imperativa, ao contrário de outras linguagens funcionais como Haskell.

## História
Standard ML foi criada por pesquisadores da LFCS (Laboratory for Foundations of Computer Science)  na década de 1980. Em 1987, Robin Milner e LFCS ganharam o Prêmio BCS Award for Technical Excellence por trabalhar no Standard ML.
ML foi originalmente concebida como uma metalinguagem para o sistema de prova de teorema de Edimburgo LCF, mas evoluiu para uma linguagem de propósito geral de sucesso. Esta linguagem foi padronizada em 1990 e revista em 1997 como Standard ML 97.

## Características
ML é conhecida como uma linguagem funcional e impura, por permitir efeitos colaterais e, por esta razão também é considerada uma linguagem de programação multi-paradigma.
As características do ML são incluir chamada-a-valor avaliação e estratégia, em primeira classe funções de gerenciamento automático de memória através de coleta de lixo, polimorfismo paramétrico, tipagem estática, tipo inferência, tipos de dados algébricos, correspondência padrão, exceção e manuseio.
Hoje existem vários idiomas no ML família; os dois principais dialetos são Standard ML e Caml, mas existem outros que influenciaram muitas outras línguas, como Haskell, Cyclone, e Nemerle.
Os pontos fortes da ML são aplicados principalmente em língua e manipulação (compiladores, analisadores, provadores de teoremas), mas é uma linguagem de aplicação geral também utilizado em bioinformática, sistemas financeiros, e aplicativos, incluindo um banco de dados genealógicos, um clienteP2P / programa servidor, etc..

## Exemplos de código

### Olá Mundo
O Programa Olá Mundo de linguagens funcionais é tipicamente a função Fatorial, como expressado abaixo em ML:
```
fun
 
fac
 
:
 
(
int
 
->
 
int
)
 
0
 
=
 
1

  
|
 
fac
 
n
 
=
 
n
 
*
 
fac
 
(
n
 
-
 
1
);

```

O fatorial foi definido como uma função recursiva, com uma única condição de parada, assemelhando-se as descrições dessa função em livros de Matemática. Parte da primeira linha é opcional, e descreve os tipos da função.

### Outros exemplos de funções
```
fun
 
quadrado
(
x
 
:
 
real
)
 
=
 
x
 
*
 
x
;

```

```
fun
 
reverso
(
L
)
 
=

  
if
 
L
 
=
 
nil
 
then
 
nil

  
else
 
reverso
(
tl
(
L
))
 
@
 
[
hd
(
L
)];

```

```
(* máximo entre 3 reais - note que ML deduz que b e c são reais mesmo sem declaração *)

fun
 
maior3
(
a
 
:
 
real
,
 
b
,
 
c
)
 
=

  
if
 
a
 
>
 
b
 
then

    
if
 
a
 
>
 
c
 
then
 
a

    
else
 
c

  
else

    
if
 
b
 
>
 
c
 
then
 
b

    
else
 
c
;

```